# Caranavi

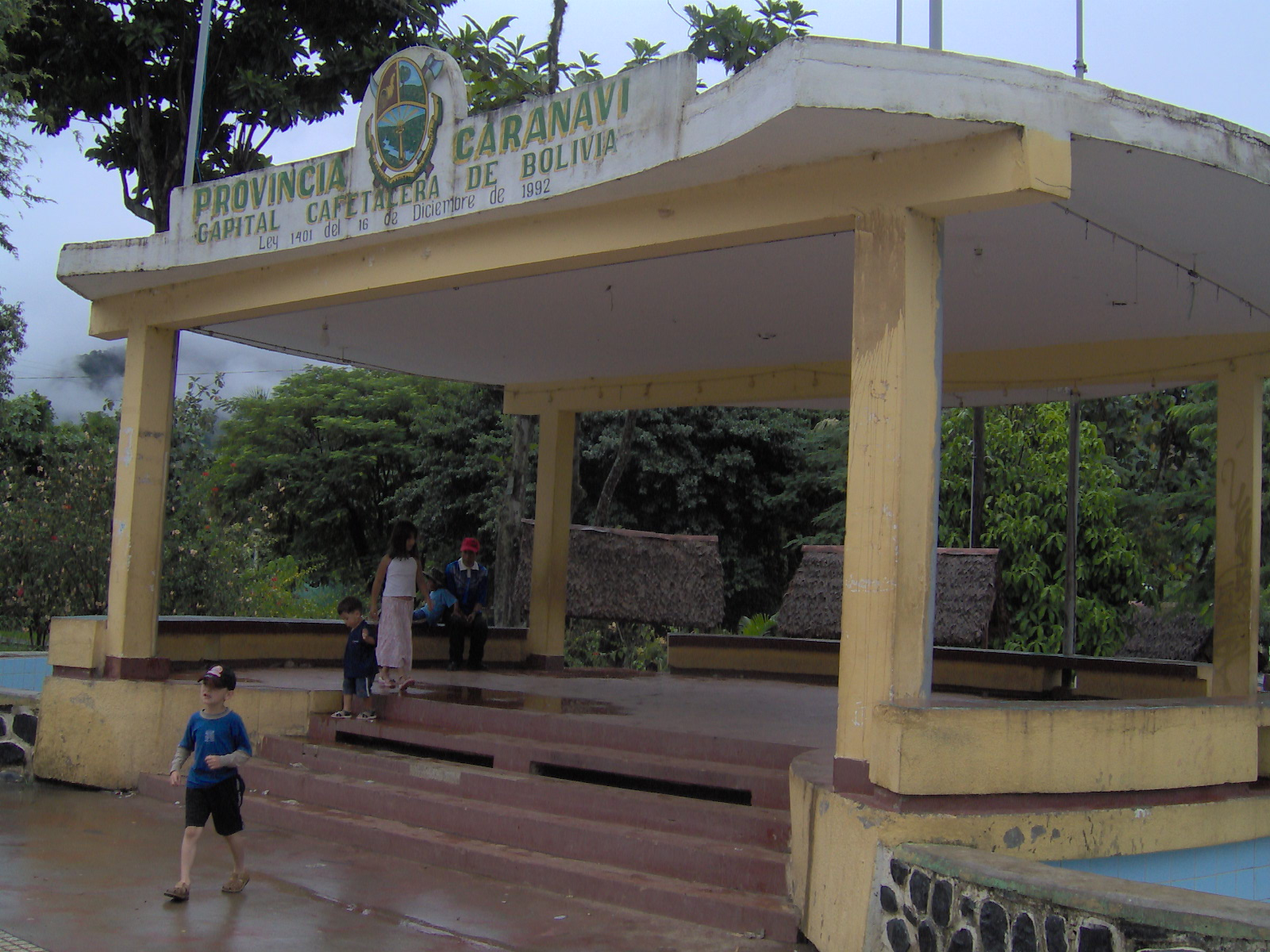
Plaza principal i Caranavi.

Caranavi är huvudstaden i den bolivianska provinsen Caranavi i departementet La Paz.